# Yankee (Yacht)
Die Yankee war eine Segelyacht, die 1930 von der Bostoner Lawley & Son’s-Werft nach den Regeln der J-Klasse für den America’s Cup gebaut wurde. Ihre Segelnummer war J-2 und später J-US2.

## Geschichte

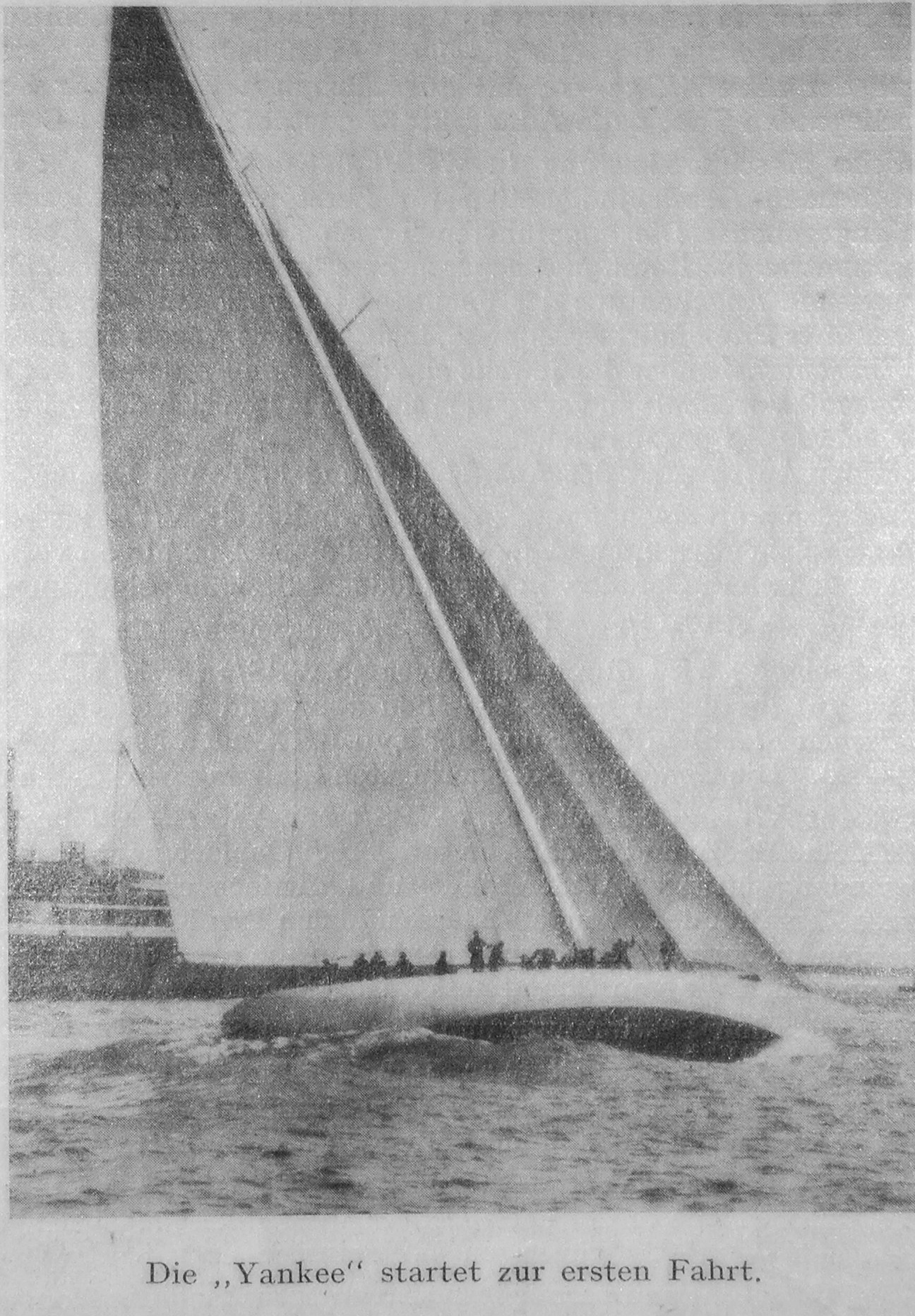
Die Yankee im Jahr 1935

Das Boot wurde vom sogenannten „Yankee Syndicate“ in Auftrag gegeben, welches aus John Lawrence, Charles Francis Adams und Chandler Hovey bestand. Der Stapellauf der von Frank Paine entworfenen Yacht fand am 10. Mai 1930 statt.
1934 nahm die Yacht an den Vorentscheidungen zum America’s Cup teil und erfuhr einige Rumpfänderungen zur Verlängerung der Wasserlinie. In dieser Auswahl unterlag es der Enterprise.
1935 wurde das Boot an Gerald Lambert veräußert. Im gleichen Jahr segelte die Yankee als einziges US-Boot seiner Klasse auf eigenem Kiel nach Großbritannien. Später im selben Jahr kam es zu einem Bruch des ursprünglich aus kanadischer Schwarzfichte bestehenden Masts. Sie erhielt daraufhin den ersten Stahlmast ihrer Klasse.
Im April 1941 wurde die aus seewasserfester „Tobin-Bronze“ gebaute Yankee für rund 10.000 US-Dollar zur Verschrottung verkauft und schließlich am Fluss Fall abgebrochen.